# Clavijo
Clavijo település Spanyolországban, La Rioja autonóm közösségben. Clavijo Alberite, Albelda de Iregua, Ribafrecha, Leza de Río Leza, Soto en Cameros és Nalda községekkel határos. Lakosainak száma 296 fő (2024).

## Népesség
A település népessége az elmúlt években az alábbi módon változott:
| Lakosok száma | 182  | 239  | 294  | 276  | 298  | 282  | 281  | 260  | 300  | 296  |
|               | 2001 | 2004 | 2007 | 2009 | 2012 | 2014 | 2017 | 2019 | 2022 | 2024 |